# Gerhard Deimek

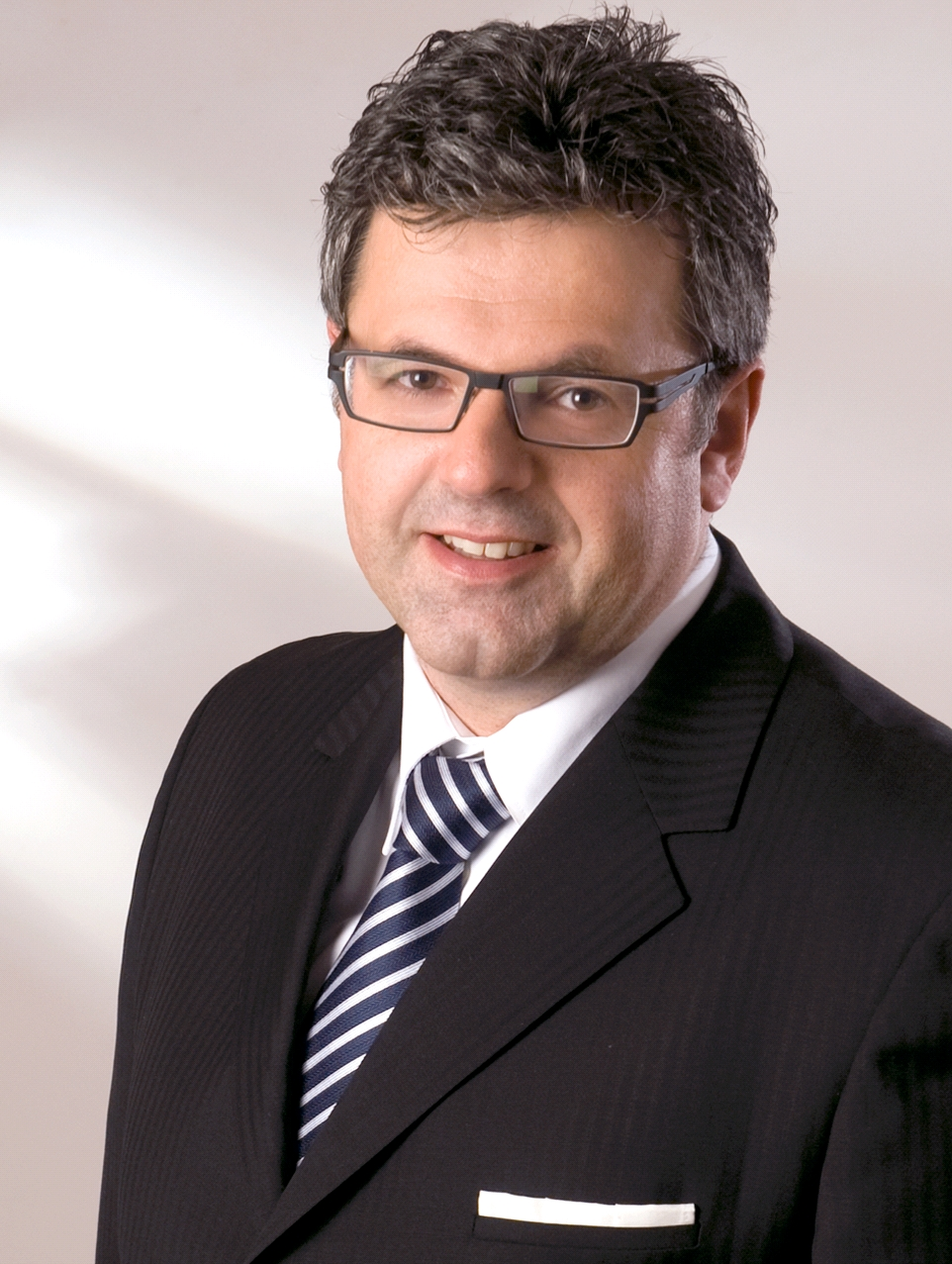
Gerhard Deimek, 2008

Gerhard Deimek (* 9. Jänner 1963 in Steyr) ist ein österreichischer Politiker (FPÖ) und Abgeordneter zum Nationalrat.

## Leben und Beruf

### Ausbildung
Deimek besuchte die Volksschule in Bad Hall (1969–1973) und das BRG Steyr Michaelerplatz (1973–1981). Danach studierte er Maschinenbau an der TU Wien (1981–1989).

### Berufslaufbahn
Gerhard Deimek begann seinen beruflichen Weg 1990 im Stahlwerksbereich der Siemens VAI als Berechnungsingenieur und in der Projektabwicklung. 1994 wechselte er zum Bereich Mineraltechnik und Reduktion als Produktmanager für Direktreduktion-Anlagen, danach zum Verkauf für Reduktionsmetallurgie. Ab 2000 war er Vertriebsleiter für Automation und Elektrotechnik. Seit 2007 ist er Projektmanager für internationale Großprojekte.
Deimek verfasste zahlreiche Beiträge für in- und ausländischen Fachzeitschriften in deutscher, englischer und französischer Sprache und hielt mehrere Fachseminare.

### Privates
Gerhard Deimek ist verheiratet und hat zwei Söhne.

## Politische Laufbahn
Seit 1990 ist Deimek Mitglied der FPÖ und seit 1991 Gemeinderat in Pfarrkirchen bei Bad Hall. Im Jahr 2005 wurde er zum Bezirksparteiobmann der FPÖ in Steyr-Land gewählt, seit April 2008 ist er zudem Landesparteiobmann-Stellvertreter der FPÖ Oberösterreich.
Seit 28. Oktober 2008 ist er Abgeordneter zum Nationalrat und seit 2010 Sprecher für Verkehr, Infrastruktur und Technologie. Deimek war von 2009 bis 2015 Aufsichtsrat in der TMG, der Technologie- und Marketing GmbH des Landes Oberösterreich und ist seit 2016 Stv. Aufsichtsratsvorsitzender der OÖ. Innovationsholding GmbH.
In der Legislaturperiode ab 2013 ist er Mitglied in folgenden Ausschüssen: Verkehrsausschuss, Ausschuss für Forschung, Innovation und Technologie, Wissenschaftsausschuss, Bautenausschuss, Ausschuss für Konsumentenschutz.

## Politische Initiativen
Deimek gründete 2012 die „Initiative zur Rettung des österr. Goldes“ (ugs. Goldrettung). Die Initiative setzt sich mit der genauen Bestimmung der österr. Goldreserven, den Lagerstätten und der Heimholung nach Österreich auseinander. Parlamentarische Anfragen und Anträge sind enthalten und eine Petition wurde aufgelegt. Zusammenarbeit gibt es mit der Schweizer Goldinitiative und der deutschen Initiative einiger CSU-Abgeordneter. Auf Grund dieser Initiative und des Druckes der Kronenzeitung (Berichte Gnam, Wallentin) prüfte der Rechnungshof die ÖNB und erstellte einen negativen Bericht. Daraufhin erstellte die ÖNB ein neues Lagerkonzept und begann mit der teilweisen Heimholung der Goldreserven.
Weitere Initiativen des Politikers sind Umwelt und Verkehr (IG-Luft), moderne Mobilität (KFZ&Öffentlicher Verkehr) und Arbeiten zu „Via Donau“.

## Kontroversen
Für mediales Aufsehen und einen FPÖ-internen Disput sorgte im Herbst 2014 eine Presseaussendung Deimeks, die vom freiheitlichen Parlamentsklub ausgeschickt worden war. Mitten im Fließtext fand sich die Zahl 88, die in der Neonazi-Szene als Chiffre für „Heil Hitler“ verwendet wird. Deimek entschuldigte sich, machte aber die freiheitliche Pressestelle dafür verantwortlich. FPÖ-Generalsekretär Herbert Kickl erklärte zu dem Fall, „die kleine Tochter des Pressereferenten“ habe „zweimal draufgedrückt“, wodurch die Zahlenfolge versehentlich in den Text übernommen worden sei.
Nachdem das Mauthausen Komitee Österreich im August 2017 eine Broschüre veröffentlicht hatte, in der Dutzende rechtsextreme Aktivitäten von FPÖ-Politikern aufgezählt wurden, reagierte Deimek mit der Äußerung, die Publikation sei „Fake und gelogen“. In der Folge musste Deimek eine Unterlassungserklärung unterschreiben und einen Widerruf veröffentlichen, da er nach Prüfung der Broschüre nichts entgegen halten konnte.

## Veröffentlichungen
- Gerhard Deimek (Hrsg.): ÖBB – Effizienz und Bürgernähe. Freiheitliche Vorschläge zur Verkehrspolitik. FPÖ-Bildungsinstitut, Wien Juni 2013 (archive.org [PDF; 2,0 MB]).
- Wolfgang Schwetz: Neue Perspektiven im gemeinnützigen Wohnbau. Soziale Verantwortung & Nachhaltigkeit. Hrsg.: Gerhard Deimek. 1848 Medienvielfalt Verlags GmbH, Wien 2013, ISBN 978-3-9502849-9-7. [8]
- Wolfgang Schwetz: Freiheit und Gold. Reale Werte für Österreich. Hrsg.: Gerhard Deimek, Franz Obermayr, Manfred Haimbuchner. FPÖ-Bildungsinstitut, Wien 2014, ISBN 978-3-200-03479-2 (archive.org [PDF; 1000 kB]).